# Albion Ademi
Albion Ademi (19 februari 1999, Pristina) is een Fins-Albaans voetballer die als linksbuiten speelt. Ademi speelt sinds januari 2021 voor Djurgårdens IF.

## Carrière
Ademi werd geboren in Joegoslavië maar groeide op in Finland waar hij ook begon met voetballen. In 2015 maakte hij zijn profdebuut voor TPS tegen stadsgenoot Inter Turku in de Finse beker, TPS verloor de wedstrijd met 1-3.
In 2016 maakte Ademi de overstap naar Inter Turku dat hem in 2017 uitleende aan Kemi City. 
In 2018 won Ademi de Finse beker door in de finale HJK Helsinki te verslaan met 0-1, hij begon in de finale in de basis. 
In 2020 vertrok Ademi naar IFK Mariehamn dat hem na 1 jaar alweer doorverkocht aan Zweedse topclub Djurgårdens IF.

## Erelijst
| Suomen Cup | 1x | 2018 |